# Ламорис, Альбер
Альбе́р Ламори́с (фр. Albert Lamorisse; 13 января 1922 — 2 июня 1970) — французский кинорежиссёр и сценарист, известный своими детскими короткометражными фильмами, поэтически выразившими детскую фантазию и завоевавшими высокие призы на кинофестивалях 1950-х годов. Погиб во время съёмок в вертолетной аварии в окрестностях Тегерана.

## Биография
Родился 13 января 1922 года в Париже. В конце 40-х годов, будучи фотографом, пробует себя как кинорежиссёр. Его дебют в кино — «Бим» (1950) — 45-минутная экранизация детской книжки Жака Превера «Бим, маленький ослик». Это первый из шести фильмов, поставленных Ламорисом, ставших французской детской классикой и принесших ему мировую известность. Свой следующий фильм («Белая Грива», 1953), он снимает в живописном ландшафте Камарга на юге Франции. «Белая Грива» и следующий короткометражный фильм «Красный шар» (1956) завоёвывают Гран-при в Каннах. «Красный шар» также награждён Золотой пальмовой ветвью на Каннском кинофестивале в 1956 году и Оскаром за лучший сценарий в 1957 году.
В начале 60-х годов Ламорис приступает к постановке полнометражных фильмов, которые пользуются значительно меньшим успехом, а затем снимает короткометражные документальные фильмы.
Ламорис погиб в вертолётной аварии 2 июня 1970 в окрестностях Тегерана, в Иране, во время съёмок документального фильма «Ветер влюблённых». Позднее этот фильм был смонтирован по записям Ламориса и в 1978 году номинировался на приз «Оскар» за лучший документальный фильм.

## Фильмография

### Режиссёр
- 1970 — Ветер влюблённых
- 1967 — фр. Versailles
- 1967 — фр. Paris jamais vu
- 1965 — Фифи Пёрышко
- 1962 — фр. Le Songe de chevaux sauvages
- 1960 — Путешествие на воздушном шаре
- 1956 — Красный шар
- 1953 — Белая Грива
- 1950 — Бим

## Награды
- 1960 — Гран-при кинофестиваля в Венеции за фильм «Красный шар»
- 1957 — Оскар за лучший сценарий к фильму «Красный шар»
- 1956 — Золотая пальмовая ветвь Каннского кинофестиваля за лучший короткометражный фильм «Красный шар»
- 1956 — Гран-при Каннского кинофестиваля за лучший короткометражный фильм «Красный шар»
- 1953 — Гран-при Каннского кинофестиваля за лучший короткометражный фильм «Белая Грива»
- 1953 — приз Жана Виго за фильм «Белая Грива»